# Kalyāṇamalla
Kalyāṇamalla (India, ... – ...; fl. XVI secolo) è stato uno scrittore indiano.
Visse nel XVI secolo. Le date della sua nascita e della sua morte non sono note, ma è certo che la sua attività si collochi sul finire della dinastia dei Lodi (1451-1526). La sua opera più famosa è l'Anaṅga Raṅga, ossia Il palcoscenico del Dio dell'Amore. Questa composizione, che descrive la vita erotica in tutti i suoi aspetti, si pone sulla scia del più celebre Kāma Sūtra e testimonia il perdurare di una precisa tradizione di studio dell'attività erotica, destinato a ottimizzare la vita sentimentale e sessuale dell'uomo e della donna nel pieno rispetto del dharma, la cosiddetta Legge Sacra che, nell'induismo ortodosso, è considerata ciò che da sempre e per sempre regola e ordina la vita di tutti gli esseri e del cosmo intero.

## Opere
Kalyāṇamalla. The Hindu art of love. Edited by Richard Francis Burton. New York, Castle Books [19--?]. OCLC 29287182
Kalyāṇamalla's Anaṅga Raṅga [Indian art of love]. Edited by Tridibnath Ray. Calcutta, S.Ghattack, 1961. OCLC 233655738
Kalyanamalla. Il teatro dell'amore. Anangaranga. Versione dal sanscrito e note a cura di Daniela Rossella (il testo è privo dei segni diacritici). Roma, Stampa Alternativa, 1998. ISBN 8872264227